# Distretto di Qingyang
Il distretto di Qingyang (青羊区S, Qīngyáng QūP) è un distretto della Cina, situato nella provincia di Sichuan e amministrato dalla città sub-provinciale di Chengdu.